# 초조본 대방광불화엄경 주본 권36
초조본 대방광불화엄경 주본 권36(初雕本 大方廣佛華嚴經 周本 卷三十六)은 대한민국 강원특별자치도 원주시에 있는 고려시대의 목판본 불경이다.
1993년 4월 27일 대한민국의 국보 제277호 초조본대방광불화엄경주본 권제36(初雕本大方廣佛華嚴經周本<卷第三十六>)으로 지정되었다가, 2010년 8월 25일 현재의 명칭으로 변경되었다.

## 개요
대방광불화엄경은 줄여서 ‘화엄경’이라고 부르기도 하며, 부처와 중생이 둘이 아니라 하나라는 것을 기본 사상으로 하고 있다. 화엄종의 근본 경전으로 법화경과 함께 한국 불교사상 확립에 크게 영향을 미친 불교경전 가운데 하나이다.
이 책은 고려 현종 때(재위 1011∼1031) 부처님의 힘으로 거란의 침입을 극복하고자 만든 초조대장경 가운데 하나로, 당나라 실차난타(實叉難陀)가 번역한『화엄경』주본 80권 중에 권 제36이다. 닥종이에 찍은 목판본으로 종이를 길게 이어붙여 두루마리처럼 말아서 보관할 수 있도록 되어 있으며, 세로 28.5cm, 가로 891cm의 종이 17장을 이어붙인 것이다.
초조대장경은 이후에 만들어진 해인사대장경(재조대장경 또는 고려대장경)과 비교해 볼 때 몇 가지 차이점이 있다. 목판의 새김이 정교한 반면에 해인사대장경과 글자수가 다르고 간행연도를 적은 기록은 없으며, 군데군데 피휘(避諱:문장에 선왕의 이름자가 나타나는 경우 공경과 삼가의 뜻으로 글자의 한 획을 생략하거나 뜻이 통하는 다른 글자로 대치하는 것)와 약자(略字)가 나타난다. 또 초조대장경은 책의 장수를 표시하는데 있어서 대체로 ‘장(丈)’자나 ‘폭(幅)’자를 쓰는 데 비해 해인사대장경은 ‘장(張)’자로 통일되어 있다.
이 책도 장수를 ‘장(丈)’자로 표시하고 있는 점, 글자수가 23행 14자로 해인사대장경의 24행 17자 다른 점, ‘경(敬)’자에 한 획이 빠진 점 등으로 볼 때 초조대장경 판본임을 알 수 있다. 인쇄상태와 종이의 질 등을 고려해 볼 때 고려 현종 때인 11∼12세기경에 찍어낸 것으로 추정된다.

## 참고 자료
- 초조본 대방광불화엄경 주본 권36 - 국가유산청 국가유산포털